# نجران (مقر الإمارة)
محافظة نجران أو إمارة نجران هي مقر إمارة منطقة نجران وعاصمتها مدينة نجران.

## السكان
- بلع عدد سكان محافظة نجران (421,902) نسمة حسب تعداد السعودية 2022، عدد السعوديين (271,719) نسمة، وعدد غير السعوديين (150,183) نسمة.[2]
- بلغ عدد سكان إمارة نجران حوالي 344,379 نسمة حسب إحصائية سنة 2010م، بلغ عدد السعوديين 264,736 نسمة بينما بلغ عدد غير السعوديين 79,643 نسمة.[3][4]